# Aubrey Richards
Pour les articles homonymes, voir Richards.
Aubrey Richards, né le 6 juin 1920 à Swansea (Pays de Galles) et mort le 29 mai 2000 à Chipping Barnet (Hertfordshire), est un acteur britannique.
Il est connu pour Endless Night (1972), Under Milk Wood (1972) et Doctor Who (1963).

## Biographie
Il était marié à Diana Boddington (en).

## Filmographie partielle

### Au cinéma
- 1949 : Women of Dolwyn : Ellis
- 1957 : Temps sans pitié (Time Without Pity) : Prison Gatekeeper
- 1965 : Ipcress, danger immédiat  : Dr. Radcliffe
- 1967 : It! : Prof. Weal
- 1970 : La Seconde Mort d'Harold Pelham (The Man Who Haunted Himself) : Research Scientifique
- 1972 : Under Milk Wood : Rev. Eli Jenkins
- 1972 : Le Messie sauvage : Maire
- 1972 : La Nuit qui ne finit pas : Dr. Philpott
- 1989 : Twice Under

### À la télévision
- 1955 : ITV Television Playhouse
- 1957 : Under Milk Wood : Mog Edwards
- 1957 : BBC Sunday-Night Theatre
- 1958 : Black Furrow
- 1958 : Gentlemen at Twilight
- 1958 : ITV Play of the Week
- 1958 : Rest You Merry
- 1958 : Saturday Playhouse
- 1958 : Uncle Harry
- 1959 : A Car in a Thicket
- 1959 : Home Winner
- 1959 : The Davy Jones Saga
- 1959 : The Vagrant Heart
- 1960 : BBC Sunday-Night Play
- 1960 : Probation Officer
- 1960 : Song in a Strange Land
- 1961 : Jubilee Concert
- 1961 : The House Under the Water
- 1961 : Warning Signal
- 1962 : Barbara in Black
- 1962 : Dixon of Dock Green
- 1962 : Drama 61-67
- 1962 : Emergency-Ward 10
- 1962 : Z-Cars
- 1963 : Love Story (en)
- 1963 : No Hiding Place
- 1963 : Suspense
- 1963 : Tales of Mystery
- 1963 : The Plane Makers
- 1963 : Thirty Minute Theatre
- 1964 : Davy Jones
- 1964 : Festival
- 1964 : Gideon C.I.D.
- 1964 : Sergeant Cork
- 1965 : Blackmail
- 1965 : Chapeau melon et bottes de cuir
- 1965 : Compact
- 1965 : Knock on Any Door
- 1965 : The Sullavan Brothers
- 1965 : The Wednesday Play
- 1965 : Undermind (en)
- 1966 : Softly Softly
- 1967 : Doctor Who
- 1967 : The Fellows
- 1968 : A Man of our Times
- 1968 : Armchair Theatre
- 1968 : Half Hour Story
- 1968 : Thirty-Minute Theatre (en)
- 1969 : Canterbury Tales
- 1969 : Special Branch
- 1970 : Confession
- 1970 : Doomwatch
- 1970 : Play for Today
- 1970 : Softly Softly: Task Force
- 1970 : The Borderers
- 1971 : Barlow at Large
- 1971 : Brett
- 1971 : Paul Temple
- 1971 : The Expert
- 1972 : Villains
- 1974 : Carrie's War
- 1974 : Centre Play
- 1974 : Microbes and Men
- 1974 : Perils of Pendragon
- 1974 : Sporting Scenes
- 1975 : BBC Play of the Month
- 1975 : How Green Was My Valley
- 1975 : Piano Smashers of the Golden Sun
- 1975 : The Hanged Man
- 1976 : I, Claudius
- 1976 : The Government Inspector
- 1978 : BBC2 Play of the Week
- 1979 : Flambards
- 1979 : The Onedin Line
- 1979 : Thomas and Sarah
- 1980 : Buccaneer
- 1984 : Travelling Man
- 1994 : A Mind to Kill
- 1994 : Cadfael